# Château de Misy
Le château de Misy est un château du XVIIIe situé sur la commune de Misy-sur-Yonne dans le département de Seine-et-Marne.

## Historique
Construit par Noël Jacques Michel de Brion , le château passe par héritage au marquis de Sinéty.

## Parc et jardins du château

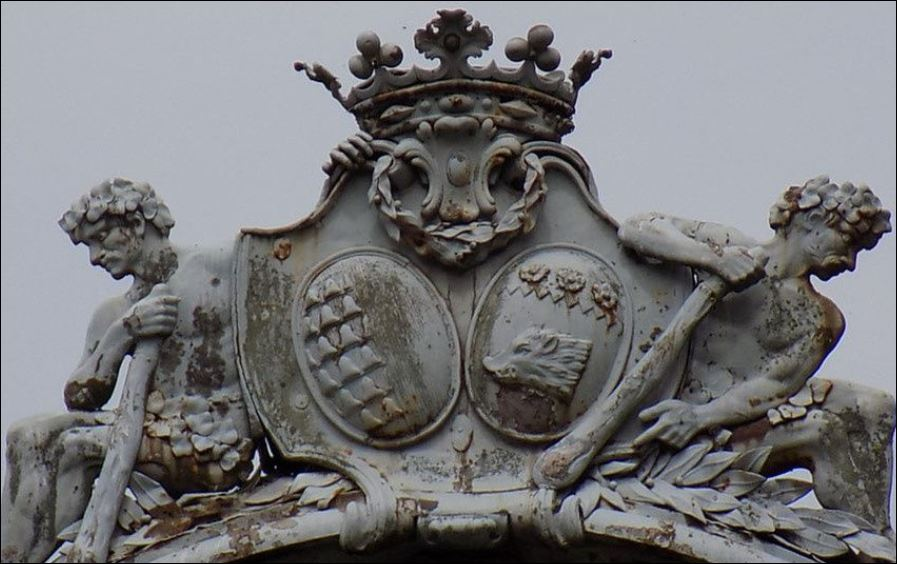
Armes d'alliance de Brion-Aubry (1760)
grille du château

La grille d'entrée porte les armes d'alliance de Noël Jacques Michel de Brion (1717-1792), marquis de Marolles époux de Geneviève Aubry de Castelnau en 1760, bâtisseur du château.